# 蘭道圍城戰 (1793年)
蘭道圍城戰（法語：Siège de Landau）發生於1793年8月20日－12月23日，缺乏火砲的普魯士陸軍試圖倚靠圍困迫使城中的法軍駐軍投降。法軍大部隊在取得野戰勝利後入侵萊茵蘭地區，並最終迫使霍恩洛厄親王的攻城軍撤軍